# يوليوس فوس
يوليوس فوس (بالدنماركية: Julius Foss)‏ هو عالم موسيقى وملحن دنماركي، ولد في 21 أبريل 1879، وتوفي في 26 يونيو 1953.